# Juan Samsó
Juan Samsó y Lengly (Barcelona, 3 de febrero de 1834 - Madrid, 14 de diciembre de 1908) fue un escultor y catedrático español.

## Biografía
Nació en el barrio de Gracia. El apellido Lengly-Lengli-Langlin (varía en función de quien hiciera la inscripción registral) lo heredó de su abuelo, de origen alemán casado con su abuela natural de Palma de Mallorca. Era primo de los escultores Victoriano Codina Lánglin  y Agustí Claramunt Martínez.
Con catorce años ingresó en la Escuela de Bellas Artes de Barcelona. Presentó sus obras en España y Francia. Ganó la Cátedra de Modelado de lo Antiguo y Vestiduras de la Escuela de San Fernando, siendo nombrado académico correspondiente por Barcelona de la Real Academia de Bellas Artes de San Fernando (1878). En 1888 ingresó como académico de número en la misma Academia. También había ganado la plaza de escultor anatómico de la Facultad de Medicina de Barcelona.
Tuvo por discípulos a Antoni Vilanova, Victoriano Codina Lánglin, Antonio Alsina, Aniceto Marinas, Miguel Ángel Trilles y Rodrigo Álvarez Blanco.
Su obra, fundamentalmente de tema religioso, se define como romántica, académica y de alta escuela.

## Obras
- Virgen Dolorosa (Museo Frederic Marès). [7]